# نورث رانکتون
نورث رانکتون (به انگلیسی: North Runcton) یک روستا و محله مدنی در بریتانیا است که در King's Lynn and West Norfolk واقع شده‌است. نورث رانکتون ۵٫۹۹ کیلومتر مربع مساحت و ۵۴۹ نفر جمعیت دارد.